# Piper pseudocativalense
Piper pseudocativalense är en pepparväxtart som beskrevs av William Trelease. Piper pseudocativalense ingår i släktet Piper och familjen pepparväxter. Inga underarter finns listade i Catalogue of Life.